# Acloridria
L'acloridria è una disfunzione dell'apparato digerente, consistente nell'assenza di acido cloridrico nel succo gastrico.

## Patologie associate
L'acloridia si ritrova in diverse patologie quali varie forme di anemie e in alcune forme di carcinoma gastrico, dove in passato si pensava che la sua presenza aumentasse il rischio di incorrere in tali forme neoplastiche, mentre attualmente si è compreso che soltanto quando oltre all'acloridria vi è un'ulcera gastrica si deve sospettare la massa tumorale. Inoltre è presente nell'atrofia della mucosa gastrica, ed è tipica della sindrome di Verner-Morrison, o sindrome WDHA, caratterizzata dalla presenza di un VIPoma (tumore neuroendocrino secernente Peptide intestinale vasoattivo), con conseguente diarrea acquosa, ipokaliemia e, appunto, acloridria.
La correlazione fra acloridia e anemia perniciosa è spiegabile dal fatto che si ha mancata secrezione di fattore intrinseco, con conseguente carenza di vitamina B12 e quindi anemia perniciosa.

## Sintomatologia
Le manifestazioni che si associano a tale disturbo riguardano la digestione, anche se essa appare quasi normale quella che viene invece compromessa è la digestione proteica, fra i pochi sintomi si riscontra la diarrea.

## Terapia
Il trattamento prevede assunzione di vitamine, fra cui la B12 e somministrazione di antibiotici.